# Io e il Secco
Io e il Secco è un film del 2023 diretto da Gianluca Santoni.

## Trama
Denni, stanco di vedere sua madre maltrattata dal padre, decide di assumere un sicario per ucciderlo. La persona che Denni ingaggia è il Secco, un delinquente che non ha mai ucciso nessuno. Avendo bisogno di soldi il Secco decide così di derubare il padre di Denni.

## Distribuzione
Presentato in anteprima al Festival del Cinema di Roma nel 2023 nella sezione "Alice nella Città", il film è stato distribuito nelle sale cinematografiche italiane il 23 maggio 2024.

## Riconoscimenti
- 2025 – David di Donatello[4]
  - Candidatura al Miglior regista esordiente a Gianluca Santoni